# 文京学院大学女子中学校・高等学校
文京学院大学女子中学校・高等学校（ぶんきょうがくいんだいがくじょしちゅうがっこう・こうとうがっこう）は、東京都文京区本駒込六丁目にある私立の女子中学校・高等学校（中高一貫校）。

## 概要
設置者の学校法人文京学院が設置する大学に文京学院大学があり、大学進学の支援を熱心に行っている。
海外語学研修に1990年から取り組み、その後は海外留学の派遣や留学生の受け入れに力を入れている。現在は海外の大学や国内大学国際系学部への進学をサポートする国際教育プログラムを設けている。また、文部科学省からスーパーサイエンスハイスクールやスーパーグローバルハイスクール・アソシエイト校の指定を受け、科学分野や国際分野に関する探究活動を展開している。さらに、ユネスコスクールとしてESDやSDGsの教育活動を実践している。2021年度からアオバジャパンインターナショナルと教育提携をし、生徒の未来の自分像を実現するための教育プログラムを実践する。

## 教育方針
校訓は、誠実・勤勉・仁愛。教育理念は自立と共生である。

## 沿革
- 1924年 島田依史子、私塾島田裁縫伝習所を開く
- 1924年 島田裁縫伝習所を本郷女学院と改称
- 1927年 東京府知事認可を受け、本郷家政女学校と組織名称を変更
- 1932年 十佳女子高等職業学校を開校
- 1935年 本郷家政女学校を本郷商業家政女学校と校名変更
- 1947年 文京学園女子中学校開校（新学制）
- 1948年 文京学園女子高等学校開校
- 1951年 財団法人文京学園から学校法人文京学園へ改組
- 1954年 現校地を取得（旧加藤高明邸跡）
- 2002年 文京学院大学女子中学校・文京学院大学女子高等学校へ校名変更
- 2005年 併設文京学院大学の男女共学化
- 2006年 併設文京学院短期大学の男女共学化
- 2009年 校友会発足
- 2012年 スーパーサイエンスハイスクールに指定(指定期間は5年間)
- 2015年 スーパーグローバルハイスクールのアソシエイト校に指定(指定期間は5年間)
- 2018年 ユネスコスクールに認定
- 2021年 アオバジャパンインターナショナルと教育提携開始

## 設置学科
- 中学校
  - 普通科 (学校)

- 高等学校（全日制課程）
  - 国際教養｜特進クラス
  - 国際教養｜スタンダードクラス
  - 理数キャリア｜特進クラス
  - 理数キャリア｜スタンダードクラス
  - スポーツサイエンス

## 制服
- 冬服　中学：ブレザー、高校：ブレザー
- 夏服　中学：ブラウス（セーラーカラー）、高校：ブラウス

　※2011年度モデルチェンジ、フォーマルスタイルとバリエーションスタイルがある。フォーマルスカートの裾にあるグリーンラインが特徴。

## アクセス
- 所在地: 東京都文京区本駒込6-18-3
- 駒込駅と巣鴨駅ほぼ中間に所在し、両駅より徒歩5分。

## 著名な出身者
- 長谷川暁子 - 元バレーボール選手、ビーチバレーボール選手
- 菅野菜緒美 - 元バレーボール選手
- 田原愛里 - 元バレーボール選手
- 柳田光綺 - バレーボール選手
- 上野香織 - バレーボール選手
- 清田萌 - バレーボール選手
- 長内美和子 - バレーボール選手
- 花澤佳奈 - バレーボール選手
- 高橋奈苗 - プロレスラー
- 関戸直美 - 元競泳選手
- 村田順子 - 漫画家
- 村地弘美 - 元女優・アイドル
- 森川由加里 - 歌手・タレント
- 光月るう - 女優、元宝塚歌劇団月組男役